# Ničrazsežni prostor
Ničrazsežni topološki prostor (ali brez-dimenzijski prostor) je v matematiki topološki prostor, ki ima razsežnost nič glede na eno od več neekvivalentnih predstav o dodelitvi razsežnosti podanemu topološkemu prostoru. Grafična predstavitev ničrazsežnega prostora je točka.

## Definicija
V posebnem:
- topološki prostor je nirazsežen glede na Lebesgueovo pokritveno razsežnost, če ima vsako odprto pokritje prostora zožitev, ki je pokritje prostora odprtih množic, da je vsaka točka v prostoru v točno eni odprti množici te zožitve.
- topološki prostor je ničrazsežen glede na končno-v-končno prekrivalno razsežnost, če ima vsako končno pokritje prostora zožitev, ki je končno odprto pokritje, da je vsaka točka v prostoru v točno eni odprti množici te zožitve.
- topološki prostor je ničrazsežen glede na malo induktivno razsežnost, če ima bazo, ki je sestavljena iz odprtih in zaprtih množic.

Zgornji trije pogledi se vsi zedinijo v ločljivih in metričnih prostorih.

## Hipersfera
Ničrazsežna hipersfera je točka.